# Nicky, Ricky, Dicky & Dawn
Nicky, Ricky, Dicky & Dawn es una sitcom estadounidense desarrollada por Michael Feldman y creada por Matt Fleckenstein que se estrenó en Nickelodeon el 13 de septiembre de 2014 y se estuvo emitiendo hasta el 4 de agosto de 2018. La serie está protagonizada por Lizzy Greene, Aidan Gallagher, Casey Simpson, Mace Coronel, Brian Stepanek y Allison Munn.
El 4 de octubre de 2017 Nickelodeon anunció la salida de Mace Coronel (Dicky) tanto de la serie como del canal, y el 15 de noviembre de 2017 anunció que la cuarta temporada sería la última.
Se estrenó en España el 26 de enero de 2015 en Nickelodeon.

## Sinopsis
Dawn Harper (Lizzy Greene) no tiene nada en común con sus hermanos Nicky (Aidan Gallagher), Ricky (Casey Simpson) y Dicky (Mace Coronel) excepto su cumpleaños. La rivalidad entre estos cuatrillizos es constante, pero juntos resuelven los problemas que les surgen. Dawn actúa a menudo como la líder de los hermanos, pero, en realidad, es solo una más del cuarteto; Nicky es un chico peculiar al que le encanta cocinar; Ricky tiene un alto coeficiente intelectual y un gran nivel cultural, pero se mete en muchos problemas con sus hermanos; el encantador Dicky es el más popular y divertido. Los episodios muestran a los niños enredándose y resolviendo sus problemas con frecuencia.

## Reparto

### Principales
- Lizzy Greene como Dawn Harper, la mayor de los cuatrillizos Harper (por cuatro segundos). Aunque siempre se la ve enfrentándose a sus hermanos, se preocupa profundamente por ellos y los quiere. Hay una rivalidad constante por el lugar líder de los cuatrillizos entre ella y Ricky.
- Casey Simpson como Ricky Harper, el segundo de los cuatrillizos Harper. Él es el inteligente del grupo, siempre se le ve llevando un libro o estudiando. También es un fanático de la limpieza, y el más bueno, aunque ocasionalmente trata de demostrarle a Dawn y a sus hermanos que también puede infringir las reglas.
- Mace Coronel como Dicky Harper, el tercer cuatrillizo Harper, el chico guapo al que le importa mucho su apariencia. Siempre toma el camino más fácil y por lo general se muestra como el más torpe de los cuatrillizos.
- Aidan Gallagher como Nicky Harper, el menor de los cuatrillizos Harper. Es bastante cómico, peculiar e infantil. Le encanta cocinar.
- Brian Stepanek como Tom Harper, el padre de los cuatrillizos de la familia Harper. Es el dueño de una tienda de productos deportivos llamada Get Sporty, en la que se desarrollan muchas escenas de la serie. Es una broma corriente que le importan más sus posesiones que sus hijos, pero ama a su familia y tiene buen corazón.
- Allison Munn como Anne Harper, la madre de los cuatrillizos Harper que generalmente discute bastante con Tom, aunque al final siempre se reconcilian.
- Gabrielle Elyse como Josie (temporada 1), una trabajadora de la tienda deportiva de Tom y niñera de Nicky, Ricky, Dicky y Dawn.
- Kyla-Drew Simmons como Mae, una buena amiga de los cuatrillizos y la mejor amiga de Dawn. Ella se llamó a sí misma en una ocasión «la quinta cuatrilliza».

### Recurrentes e invitados
- Lincoln Melcher como Mack (temporadas 1-3), uno de los mejores amigos de Dawn.
- Cody Veith como Oscar (temporadas 1-2), compañero del colegio de los cuatrillizos Harper, de carácter bastante excéntrico.
- Lydia Boland como Molly
- Siena Agudong como Natlee (temporadas 2-4), amiga de los cuatrillizos con un fuerte carácter.
- Jessica Belkin como Madison (temporadas 2-3), una antipática compañera de colegio de los cuatrillizos Harper, a la que no aguantan.
- Jason Sims-Prewitt como el director Tarian (temporadas 2-3), el director del colegio Edgewood, donde estudian los cuatrillizos.
- Hayden Crawford como Dooley (temporadas 3-4), amigo de los cuatrillizos que les suele dar todo lo que le piden.
- Theodore John Barnes como Miles (temporadas 3-4), novio de Mae y amigo de los cuatrillizos.
- Isabella Revel como Avery (temporadas 3-4), amiga de los cuatrillizos a la que le cuesta pronunciar correctamente las palabras
- Maddison Hubbard como Emma
- Savannah Hubbard como Jules
- Ethan Kent como George
- Gavin Kent como Lyle
- Ariana Molkara como Sadie
- Jonah Hwang como Britt (temporada 4), chico australiano que va a vivir a casa de los Harper mientras Dicky está en la suya en Australia (con este personaje se logró sacar adelante la serie después de la retirada de Mace Coronel como parte del elenco de la misma).

## Producción

### Desarrollo
La serie fue originalmente recogida para 13 episodios el 13 de septiembre de 2014, pero luego fue aumentada a 20 episodios. La serie se estrenó el 13 de septiembre de 2014. El 18 de noviembre de 2014 la serie fue renovada para una segunda temporada. La segunda temporada se estrenó el 23 de mayo de 2015. El 9 de febrero de 2016, Nickelodeon renovó Nicky, Ricky, Dicky & Dawn para una tercera temporada de 14 episodios. También confirmó que Matt Fleckenstein dejaría de ser el productor. Lizzy Greene anunció en su cuenta de Twitter que la producción de la temporada 3 inició el 26 de abril de 2016. La tercera temporada se estrenó el 7 de enero de 2017. La serie se renovó para una cuarta temporada y su orden de episodios para la tercera temporada aumentó de 14 a 24 el 20 de marzo de 2017. 
El 4 de octubre de 2017, se anunció que Mace Coronel se iría de Nicky, Ricky, Dicky & Dawn en particular y Nickelodeon en general. El 15 de noviembre de 2017, Nickelodeon anunció que la cuarta temporada sería la última.

## Recepción
La serie recibió un buen resultado en cuanto a audiencia del estreno, que obtuvo un total de 3.6 millones de espectadores, luego del estreno de Henry Danger. El segundo episodio, llamado "Dawn Moves Out", obtuvo un total de 2.53 millones de espectadores.

## Premios y nominaciones
| Año  | Ceremonia                         | Categoría                               | Resultado |
| ---- | --------------------------------- | --------------------------------------- | --------- |
| 2015 | Nickelodeon's Kids' Choice Awards | Favorite Family TV Show                 | Nominados |
| 2015 |                                   | Programa o serie internacional favorita | Nominados |